# はるな愛の愛されごはん
『はるな愛の愛されごはん』（はるなあいのあいされごはん）は、BS11で2012年4月11日から同年6月27日まで毎週水曜日23:00 - 23:30（JST）に放送されていた料理バラエティ番組。隔週で新作放送。全6回。

## 概要
はるな愛の冠番組で、特別番組『炎のキッチンLIFE』シリーズ以来となるBS11オリジナルの料理番組。毎回、はるな愛の様々なリクエストにこたえて料理研究家の寺田真二郎が、好きな人のハートを射止める創作手料理「愛されごはん」を伝授する。料理完成後のミニコーナー「愛ちゃんの愛されテーブル･コーディネート」では、愛がお家にあるモノを使ったテーブルコーディネート術を披露する。

## 出演者
- はるな愛
- 寺田真二郎（料理研究家）[2]

## スタッフ
- ナレーター：広津佑希子
- カメラ：大鋸玄記、遠藤洋平、小松淳
- 技術協力：千代田ビデオ
- オープニングCG：改裕介（デジデリック）
- CG制作：黒木政彦
- フードコーディネート：りんひろこ
- テーブルコーディネート：CBI企画、根本千代子、飯田江吏子、三宅明美
- 食器提供：SCANDEX、CHERRY TERRACE
- 企画：児池調（BS11）、浅賀美由紀（博報堂DYメディアパートナーズ）
- 制作進行：青木大使、軽澤めぐみ
- ディレクター：谷川博之、青木大使
- 編集：冨谷学
- プロデューサー：鈴木博喜（BS11）、飯田政夫
- 制作協力：ジーズ・コーポレーション、T-fal（#1,2）
- 制作著作：BS11

## 放送リスト
| 回 | 放送日         | メニュー                                                                                             |
| -- | -------------- | --- |
| 1  | 4月11日/18日   | - ハワイアン風バーベキューソースハンバーグ - 簡単!本格!コーンスープ - ワンランクアップのドレッシング |
| 2  | 4月25日/5月2日 | - アスパラ入り 春のカルボナーラ - ふわふわ香りスープ - 春キャベツとセロリのやみつき和え              |
| 3  | 5月9日/16日    | - 鮭のムニエル～ジンジャーマーマレードソース～ - 魚介の和風サラダ生春巻き                            |
| 4  | 5月23日/30日   | - 鶏の照り焼き風ごはん - おくらエビチリ - じゃがいもチンジャオロースー - 卵のり巻き                  |
| 5  | 6月6日/13日    | - さっぱり和風ソースの油淋鶏 - 残った野菜で和風ピクルス                                              |
| 6  | 6月20日/27日   | - なすとごほうのキーマカレー - カレーグラタンスープ - 濃厚ヨーグルトアイス～ココナッツ風味～         |

## 関連番組
- 炎のキッチンLIFE - BS11オリジナル料理番組
- ヘルズ・キッチン〜地獄の厨房 - BS11で放送された海外料理番組